# Наручные часы

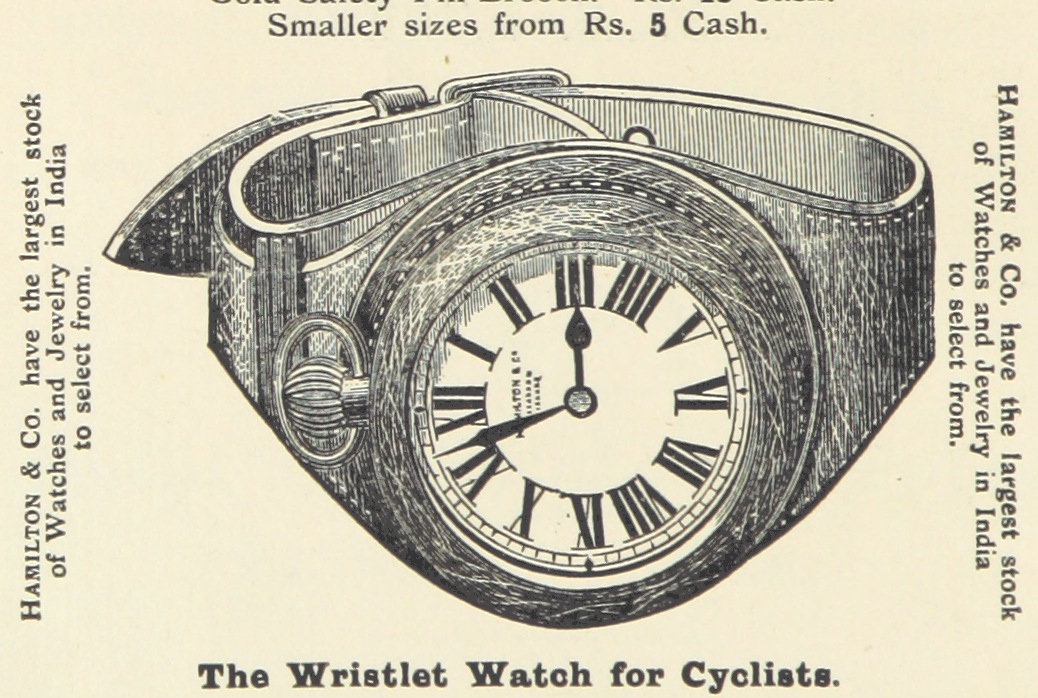
Наручные часы

Нару́чные часы́ — прибор, носимый на запястье и служащий для определения текущего времени и измерения временны́х интервалов. Наибольшее распространение получили механические, кварцевые и электронные наручные часы.
Самое первое упоминание о наручных часах относится к 1571 году. Роберт Дадли, граф Лестер, преподнёс в подарок английской королеве Елизавете I, богато украшенный бриллиантами и жемчугом браслет с часами. C того момента и до начала XX века наручные часы назывались «браслетами» (wristlet) и были предназначены исключительно для женщин, в то время как мужчины пользовались карманными часами. Самые старые сохранившиеся наручные часы (тогда называемые «часами-браслетами») изготовлены в 1806 году и подарены Жозефине де Богарне. В конце XIX века из-за неудобства пользования в боевых условиях карманными часами, военные начали носить часы на запястье (траншейные часы), а окончательное признание наручные часы получили только в начале XX века.
В настоящее время функции наручных часов во многом перешли к смартфонам и смарт-часам, тогда как традиционным наручным часам остались роли украшения и показателя социального статуса (социального маркера).

## Классификация наручных часов

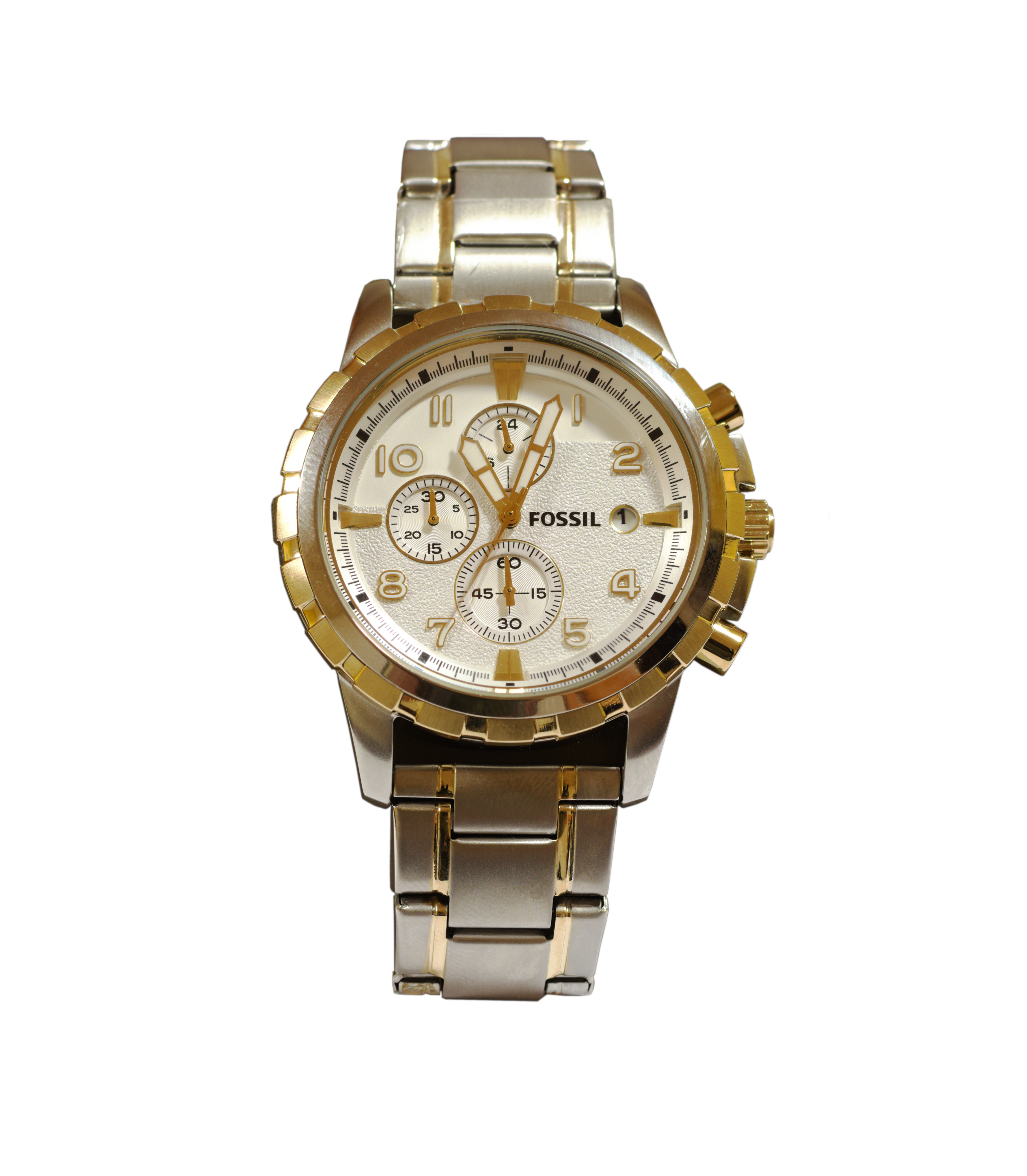
Современные наручные часы

- Классические — имеют строгий дизайн, чаще всего не снабжаются излишними функциями.
- Сложные — часы, имеющие дополнительные функции-усложнения, такие как механический календарь и указатель дня недели.
- Спортивные — часы для эксплуатации в тяжёлых условиях. При изготовлении используют особо прочные материалы и прокладки для защиты от влаги.
- Хронометры — часы повышенной точности и стабильности хода.
- Хронографы — часы с секундомером. Часовой механизм и секундомер работают независимо друг от друга.
- Дизайнерские — часы особой работы дизайнера. Имеют различные формы и цвета корпуса.
- Ювелирные — предмет роскоши, один из видов дизайнерских часов. Для изготовления используют золото, платину и прочие драгоценные металлы, а также драгоценные камни, возможно даже использование частиц метеоритов и лунного грунта.
- Умные часы — электронные часы с расширенной функциональностью и сенсорным дисплеем, часто служат дополнительным устройством к смартфону. Чаще всего работают и как фитнес-трекер, могут использоваться как Bluetooth-гарнитура и даже для оплаты покупок по NFC.
- Детские часы - особая разновидность умных часов, имеют SIM-модуль для приёма телефонных звонков и GPS-трекер, также кнопку SOS для совершения вызова по указанным при настройке номерам. Нужны для наблюдения за детьми или пожилыми людьми, как правило такие часы нельзя выключить нажатием кнопки питания. Есть модели, которые позволяют совершать видеозвонки, и для того оснащённые небольшой веб-камерой.